# Vasile Bogrea
Vasile Bogrea (n. 26 septembrie / 8 octombrie 1881, Târnauca, județul Dorohoi, azi în Ucraina – d. 8 septembrie 1926, Viena) a fost un lingvist și filolog român, membru corespondent (din 1920) al Academiei Române.

## Biografie
Născut pe 26 septembrie / 8 octombrie 1881 în Târnauca, Județul Dorohoi (interbelic), azi în Ucraina, a urmat Liceul „Anastasie Bașotă” din Pomârla (1888 - 1902), apoi Facultatea de Litere și Facultatea de Drept din Iași (1902 - 1906). A audiat cursuri de filologie clasică la Berlin (1910 - 1913). Profesor de limbile greacă și latină la Liceul din Piatra Neamț (1906-1910). Profesor la Liceul Internat din Iași (1913-1919). Profesor la Catedra de Limbi Clasice a Facultății de Litere și Filosofie a Universității din Cluj (începând din anul 1920). Împreună cu Sextil Pușcariu, a pus bazele Muzeului Limbii Române (1919) și a Societății Etnografice din Cluj (1923), devenind unul dintre colaboratorii activi ai acestora. 
A scris aproape 300 de studii și articole referitoare la istoria limbii, lexicologie, etimologie, toponimie și antroponimie. Umanist de o vastă erudiție, a avut o pregătire temeinică și o vocație certă pentru filologia clasică. A fost, de asemenea, poet și traducător. În calitate de istoric literar, a abordat istoria mai degrabă din perspectiva literaturilor clasice și a cercetărilor cărților populare, punând accentul și pe studiul folclorului și al literaturi românești vechi. A considerat că știința și învățământul sunt într-o strânsă legătură cu istoria, cultura și existența națională.

## Lucrări publicate

### Studii
- Etimologii și notițe lexicografice, 1920
- Câteva considerații asupra toponimiei românești, în „Dacoromania”, I, 1920-1921
- Pagini istorice și filologice, în  „Dacoromania”, II, 1922
- În jurul Alexandriei, în  „Dacoromania”, II, 1922
- Din onomastica folclorică, în  „Dacoromania”, IV/2, 1924-1926
- Românii în civilizația vecinilor, 1925
- Sfinții-medici în graiul și folclorul românesc, 1926
- Semantism românesc și semantism balcanic, 1927

### Ediții postume
- Pagini istorico-filologice, Cluj, Editura Dacia, 1971
- Sacra Via. Pagini literare și publicistică, Cluj, Editura Dacia, 1973
- Opere alese, București / Chișinău, Editura Fundației Culturale Române / Editura Știința, 1998

## Afilieri
- La 10 iunie 1920 a fost ales membru corespondent al Academiei Române